# كرانز- مونتانا
 كرانز- مونتانا (Crans-Montana) هي بلدية سويسرية تقع في مقاطعة سيير في كانتون فاليز. تشتهر البلدية بمنتجع للتزلج.

## منتجع التزلج
يقع المنتجع في قلب جبال الالب السويسرية في كانتون فاليز. وهو عبارة عن خليط من قريتين كرانز ومونتانا. سياسيا تعرف بمونتانا.
إستضافت البلدية فعاليات بطولة العالم للتزلج على الثلوج في سنة 1987. تمتد بحيرات التزلج هذه من هضبة مرتفعة تصل إلى بلين مورتي الجليدية على ارتفاع حوالي 3000 م. بعدها مباشرة على حافة الغابات وأماكن التزلج الواسعة والمفتوحة، مما يجعلها مثالية للمبتدئين وكذلك عمق الثلوج للمتزلجين. في حين أن المتزلجين المتقدمين سوف يتخذون المصعد إلى «لتولا» لإيجاد المنحدرات الصعبة حقا لممارسة هوايتهم. حيث أماكن التزلج الواسعة المنحوتة على شكل طريق ثلجي وكذلك التزلج نزولاً أسفل الوادي، على 12 كيلومترا، وهو الأطول في المنطقة.
وفي الشتاء تصبح ملاعب الغولف بمثابة الجنة للمتزلجين والمتنزهين. بالإضافة إلى منحدرات التزلج الكلاسيكية، فهناك أيضا الزحلقة الإضافية لا سيما بالنسبة للمتزلجين بواسطة المزالج.